# MDaemon
Servidor de Correio MDaemon é um servidor de email e colaboração para Windows, desenvolvido pela Alt-N Technologies, localizada em Grapevine, Texas.
As características do MDaemon incluem um filtro de spam próprio com análise heurística e Bayesiana, criptografia SSL e TLS, suporte a pastas públicas e compartilhadas, listas de email, cliente de email web (WorldClient), suporte a compartilhamento de dados colaborativos (calendário, contatos, tarefas e anotações), sincronização sem fio de dispositivos móveis via ActiveSync, BlackBerry Internet Service e com plugin opcional BlackBerry Enterprise Server (BES).

## Estrutura de arquivos
Os principais arquivos de configuração do MDaemon são armazenados no diretório MDaemon/App; e as mensagens de email são armazenadas em uma estrutura de arquivos simples no diretorio MDaemon/Users.

## Histórico
Em meados da década de 1990, Arvel Hathcock iniciou o desenvolvimento do MDaemon. Hathcock começou a escrever softwares com 14 anos, utilizando um TRS-80 modelo MC-10 que seu pai comprou para presenteá-lo. Depois de desenvolver programas de quadros de avisos para diversas empresas, ele se juntou à Mailing List Systems Corporation. Hathcock ficou frustrado com o sistema de email disponível e decidiu criar seu proprio programa. Em 1996, ele fundou a Alt-N Technologies para produzir e comercializar seu servidor de email, o MDaemon.

## Aplicativos adicionais inclusos

### WorldClient(Cliente deEmail Web)
O MDaemon inclui um cliente de email web (WorldClient) para acesso via navegador a email, calendários, contatos, documentos, tarefas e anotações. Documentos podem ser anexados as mensagens ou colocados em uma pasta de documentos compartilhada através do sistema drag & drop (arrastar e soltar). Direitos de acesso personalizados podem ser dados as pastas públicas e compartilhadas para colaboração. A barra integrada lateral de chat pode ser utilizada para conversar com outros usuários do MDaemon.

### Administração remota (WebAdmin)
A administração remota (WebAdmin) está incluída e pode ser utilizada para configurar o MDaemon. A ferramente de administração remota via web oferece acesso a maior parte das configurações do MDaemon, como gerenciamento de contas, configurações de segurança, gerenciamento de dispositivos móveis e acesso a arquivos de log.

### Mensagens instantâneas (ComAgent)
Também incluso, o Cliente de Mensagens Instantâneas (ComAgent) oferece chat em grupo, lista de amigos, compartilhamento de arquivos, notificações de email e sincronização automática do catálogo de endereços.

## Aplicativos opcionais para MDaemon

### SecurityPluspara MDaemon
O SecurityPlus para MDaemon oferece antivírus e funcionalidades anti-spam (além das funções do filtro de spam inclusas no MDaemon), incluindo a tecnologia de Detecção de Padrões Recorrentes (RPD) e a Proteção em Tempo Real contra Vírus (Zero Hour Virus Outbreak Protection).

### Outlook Connectorpara MDaemon
O Outlook Connector para MDaemon oferece compartilhamento e colaboração para usuários Microsoft Outlook. O Outlook Connector inclui compartilhamento de pastas com níveis de acesso personalizados, suporte a colaboração, resposta automática e suporte a múltiplos idiomas.

### ActiveSyncpara MDaemon
O ActiveSync para MDaemon inclui suporte à última versão do Microsoft Exchange ActiveSync (EAS) (protocolos 2.5, 12.1, 14.0 e 14.1); e é vendido como uma licença separada servidor ActiveSync (AirSync). O ActiveSync oferece sincronização das pastas padrões de email, calendário, contatos e tarefas do usuário, entre o servidor MDaemon, uma conta WorldClient (Cliente Web) ou Outlook (utilizando o plugin Outlook Connector) e um dispositivo compativel com ActiveSync. Outras características incluem: politicas de TI personalizadas, limpeza remota, autodiscovery, sincronização de múltiplas pastas, pesquisa no catálogo global de endereços, transmissões criptografadas SSL, listas branca e negra de dispositivos, cancelamento de dispositivos inativos e restrições de protocolo.

## Histórico das versões

### MDaemon 1
A versão original do MDaemon não foi lançada ao público. Recursos:
Cota de contas, Lista negra de remetente, Apelidos com uso de coringas, Encaminhamento Automatico de Mensagens, Portas de Email Configuraveis, Timeout de Protocolos e Valores de Inatividade de Sessão, Local de Armazenamento Configuravel, Facilidade de Backup e Restauração através da Estrutura de Arquivos Simplificada, Verificação de IP e Supressão de Endereço, Blindagem de IP, Listas de Email (Resumos, Suporte Inscrição/Cancelamento, Opções de Moderação, Acesso Apenas Postagem / Apenas Leitura e Arquivamento), Resposta Automatica, Log de Atividades das Sessões em Tempo Real, Arquivamento Simplificado de Mensagens (On / Off) para Pastas Publicas ou Endereços de Email Designados, Boas Vindas SMTP com a Politica da Empresa, SMTP, POP3, MuliPOP e Entrega de Mensagens Diretamente no seu Servidor de Email ou Smart Host.

### MDaemon 2
O primeiro lançamento do MDaemon ocorreu no dia 31 de Julho de 1996. Recursos:
Restrições de Contas. Anti-Relay, IPs e Hosts Confiaveis e WorldClient (Cliente de Email Webt) – Acesso a Email, Contatos e Calendario.

### MDaemon 3
Lançado no dia 29 de Fevereiro de 2000. Recursos:
Importação / Exportação de Contas, Filtro de Conteudo, Lista Negra DNS, IMAP, Notificações de Pouco espaço em Disco, Multiplos Dominios, Suporte a Base de Dados de Contas ODBC, Filtro de Spam com Aprendizado Bayesiano e Pontuação de Mensagens Heuristica e Detecção de Padrões Recorrentes (RPD).

### MDaemon 4
Lançado no dia 10 de abril de 2011. Recursos:
Exclusão Automatizada de Mensagens Antigas e Contas Inativas (Limpeza), Criação Automatica de Gateway quando Utilizando como Backup MX, DomainPOP, Compartilhamento de Pastas, Regras de Mensagens IMAP, Suporte a Base de Dados de Contas LDAP, ODMR (On-Demand Mail Relay), Pesquisa Reversa, Pastas Publicas e Compartilhadas IMAP com Controle de Acesso (ACL) e Autenticação SMTP.

### MDaemon 5
Lançado no dia 25 de Setembro de 2001. Recursos:
Compressão de Anexos, Restrição de Anexos, Mensagens Instantaneas (ComAgent)(Chat, Chat em Grupo, Lista de Amigos, Compartilhamento de Arquivos, Notificação de Novas Mensagens e Log) e Sincronização de Contatos.

### MDaemon 6
Lançado no dia 1 de Julho de 2002. Recursos:
Verificação de IP Automatica, DoS Dinamico, Dicionario, Prevenção de Ataques (Verificação Dinamica), Verificação de Host, Compartilhamento de Calendario e Agendamento.

### MDaemon 6.5
Lançado no dia 29 de Outubro de 2002. Recursos:
Tarpitting e Suporte SSL no WorldClient (Cliente de Email Web).

### MDaemon 6.7
Lançado no dia 10 de Fevereiro de 2003. Recursos:
Controle de Banda, Funcionalidade de Colaboração (Incluindo: Pastas para Calendario, Contatos, Tarefas, Anotações e Documentos com Compartilhamento de Pasta Publico / Privado), Suporte ao Outlook (Incluindo: Email, Calendario, Contatos, Tarefas, Anotações e Documentos com Compartilhamento de Pasta Publico / Privado) e Requisições de Reunião com Atualização Automatica de Participantes.

### MDaemon 6.8
Lançado no dia 10 de Junho de 2003. Recursos:
Verificação de Recipiente LDAP e SSL / TLS / StartTLS.

### MDaemon 7
Lançado no dia 2 de Março de 2004. Recursos:
Arquivos de Assinatura por Conta / Dominio, Serviço de Atualização Automatica, Listas de Email - ODBC, Armadilha contra Spam, Senhas Robustas, Fitro Spam – Lista Negra e Lista Branca e Tema para Dispositivos Moveis no WorldClient (Cliente de Email Web).

### MDaemon 7.1
Lançado no dia 11 de Maio de 2004. Recursos:
Detecção de Endereços de Email Falsificados.

### MDaemon 8
Lançado no dia 12 de Abril de 2005. Recursos:
Suporte a Plugin Customizado, DomainKeys, DomainKeys Identified Mail (DKIM) – Assinatura e Verificação, HashCash, Fila de Mensagem com Erros, Engine AntiVirus Kaspersky, Configurações de Multiplos LDAP para Gateways de Dominio, Sistema de Gerenciamento de Filas, SpamAssassin 3 e WorldClient (Cliente Email Web) – Anotações e Tarefas.

### MDaemon 8.1
Lançado no dia 26 de Julho de 2005. Recursos:
Lista Cinza (Greylisting).

### MDaemon 9
Lançado no dia 4 de Abril de 2006. Recursos:
Monitoramento Active Directory, AntiSpam Executado como Processo Separado (MDSpamD), Calendario com Servidor Disponivel / Ocupado, Listas de Email - Active Directory, SPF (Sender Policy Framework) e Sender ID, Administração Remota via Web (WebAdmin), Acesso sem Fio a Email, Contatos, Calendario e Tarefas Utilizando IMAP e SyncML5, WorldClient (Cliente Email Web) – Saida Unicode UTF-8 e Proteção em Tempo Real ( Zero Hour Outbreak Protection).

### MDaemon 9.5
Lançado no dia 24 de Outubro de 2006. Recursos:
Proteção Backscatter e Filas de Mensagens Personalizadas.

### MDaemon 9.6
Lançado no dia 12 de Junho de 2007. Recursos:
Grupos de Contas e Validação de Contas Utilizando Servidor Minger.

### MDaemon 10
Lançado no dia 26 de Agosto de 2008. Recursos:
Compartilhamento de Dominio (Dividir Dominio entre Multiplos Servidores), Agendamento Ilimitado de Entrega de Mensagens, Certificação de Mensagens VBR (Vouch-By-Reference) e WorldClient (Cliente de Email Web) – Leitor Acessível a Deficientes e Fuso Horario Configuravel por Usuario.

### MDaemon 11
Lançado no dia 10 de Março de 2010. Recursos:
Vinculação de Anexos – Armazenamento de Anexos e Verificação on Demand e Downloads de Mensagens com maior velocidade em Dispositivos Moveis, DomainKeys Identified Mail (DKIM) – ADSP (Author Domain Signing Practices) e Notificação via Wmail de Tentativa de Violação das Restrições de Conta.

### MDaemon 12
Lançado no dia 15 de Fevereiro de 2011. Recursos:
Suporte Incluso a BlackBerry (OS 7 e Inferior), Via BlackBerry Enterprise Server (BES), Incluindo: Email Avançado, Sincronização Sem Fio, Calendário Atualizado, Contatos Integrados, Gerenciamento das Politicas de TI e Segurança, BlackBerry Balance Technology e Acesso Arquivos Remotos.
Console Unico de Gerenciamento das Funcionalidades dos Dispositivos BlackBerry: Gerenciamento por Dominio das Politicas dos Dispositivos, Politicas de TI Personalizadas, Definição / Reinicialização de Senhas e Limpeza Remota de Dispositivo.
BlackBerry – Suporte a BlackBerry (OS 7 e Anterior) Push Email, Mapeamento Caixa de Entrada, Sincronização de Calendario e Contato para Dispositivos BlackBerry através do Plano de Dados BIS (BlackBerry Internet Service).
WorldClient (Cliente Email Web) – Mensagens Instantâneas Integradas (ComAgent) com Chat, Lista de Amigos, Log e Chat em Grupo.

### MDaemon 12.5
Lançado no dia 18 de Outubro de 2011. Recursos:
Lista Branca por Conta e Lista Negra de Destinatarios.

### MDaemon 13
Lançado no dia 4 de Setembro de 2012. Recursos:
Detecção e Bloqueio de Contas Invadidas, Compressão IMAP, Sistema de Ticket de Mensagens e Graficos do Trafego de Email.
ActiveSync – Sincronização OTA (Over-The-Air) Individual de Email, Calendario, Contatos e Tarefas para dispositivos iPhone, Android, Windows Phone e BlackBerry (OS 10) com Serviço Autodiscover.
Console de Gerenciamento Unico para Dispositivos Moveis: Gerenciamento por Dominio das Politicas dos Dispositivos, Politicas de TI Personalizadas, Definição / Reinicialização de Senhas e Limpeza Remota de Dispositivo.
WorldClient (Cliente Email Web) – Logotipos Personalizados, Pasta Documentos e Anexos através do Sistema Drag and Drop (Arrastar e Soltar).

### MDaemon 13.5
Lançado no dia 18 de Junho de 2013. Recursos:
Modelos de Conta com Configurações Pré Definidas, Logs das Sessões Coloridos, Configurações e Restrições de Senha, Contadores de Performance, Gerenciamento de Pastas Publicas e Vinculação de Anexos – Anexos Externos

### MDaemon 13.6
Lançado no dia 15 de Outubro de 2013. Recursos:
Aumentado Tamanho Padrão da Chave de Criptografia
WorldClient (Cliente de Email Web)- Nova coluna para visualização de Todos os Contatos, mensagem de aviso "Sem Assunto", Copiar e Mover de maneira simplificada para a ultima pasta utilizada, Nova pasta "Favoritos" no tema LookOut, Novas opções de atalhos no tema LookOut e melhorias adicionais
ActiveSync - Acesso a Pastas Publicas, aba Sessão ActiveSync na interface principal do MDaemon, Limpeza Remota Simplificada de Dispositivos
Administração Remota (WebAdmin) - Sessões de Logs Coloridas e Editor HTML para Assinatura de Dominios

## Idiomas disponíveis
MDaemon está disponível em diversos idiomas.

### Servidor de correio MDaemon
Disponivel em 9 idiomas:
Inglês, Espanhol, Francês, Alemão, Italiano, Japonês, Português, Russo, Chinês

### WorldClient(Cliente Email Web)
Disponivel em 27 idiomas:
Inglês, Espanhol, Francês, Alemão, Italiano, Japonês, Português, Russo, Chinês, Checo / Cesky, Indonésio, Grego, Franco Canadense, Dinamarquês, Finlandês, Norueguês / Bokmal, Sueco, Coreano, Húngaro, Holandês, Turco, Taiwanes, Polonês, Croata, Sérvio, Esloveno, Vietnamita

### Administração remota (WebAdmin)
Disponivel em 11 idiomas:
Inglês, Alemão, Francês, Espanhol, Russo, Japonês, Português, Italiano, Chinês, Holandês, Sueco

### Mensagens instantâneas (ComAgent)
Disponível em 13 idiomas:
Inglês, Alemão, Francês, Espanhol, Russo, Japonês, Português, Italiano, Chinês, Holandês, Sueco, Polonês, Thai

### SecurityPluspara MDaemon
Disponivel em 9 idiomas:
Inglês, Espanho, Francês, Alemão, Italiano, Japonês, Português, Russo, Chinês

### Outlook Connectorpara MDaemon
Disponível em 16 idiomas:
Inglês, Alemão, Francês, Espanhol, Russo, Japonês, Português, Italiano, Chinês, Dinamarquês, Finlandês, Norueguês, Sueco, Holandês, Hungaro, Polonês